# 발라관코박쥐
발라관코박쥐(Murina balaensis)는 애기박쥐과에 속하는 박쥐의 일종이다. 태국의 토착종이다.

## 특징
작은 크기의 박쥐로 머리부터 몸까지 몸길이는 34.5mm이고, 전완장은 28~30.4mm이다. 꼬리 길이는 30.7mm, 발 길이는 7mm, 귀 길이는 12.3~12.8mm이다. 몸무게는 최대 3.5g이다.